# Acanthocobitis zonalternans
Acanthocobitis zonalternans es una especie de peces de la familia Balitoridae en el orden de los Cypriniformes.

## Morfología
• Los machos pueden llegar alcanzar los 7,8 cm de longitud total.

## Distribución geográfica
Se encuentran en Asia: desde la India (Manipur) hasta cerca de la frontera entre Tailandia y Malasia, incluyendo entre las  cuencas de los ríos  Brahmaputra,  Chindwin,  Sitang,  Salween,  Mae Khlong y  Tape.

## Hábitat
Es un pez de agua dulce y de clima tropical (24 °C-26 °C).